# Antoni Heinrich
Antoni Ludwik Heinrich ps. Tonny (ur. 20 czerwca 1903 w Aleksandropolu (Armenia), zm. w sierpniu 1944 w Pruszkowie) – polski grafik, dziennikarz sportowy, kajakarz i konspiracyjny działacz antyhitlerowski.

## Życiorys
Urodził się 20 czerwca 1903 w Aleksandropolu (obecnie Giumri) na Kaukazie, w rodzinie Ludwika i Florentyny z Kobzakowskich. Od 1914 był członkiem tajnego skautingu. W latach 1917–1918 działał w oddziale młodzieżowym POW. W 1920 ochotniczo służył w Wojsku Polskim oraz ukończył gimnazjum im. Staszica w Warszawie. Studiował na wydziale architektonicznym Politechniki i Akademii Sztuk Pięknych w Warszawie.
Członek AZS Warszawa - lekkoatleta, narciarz, kajakarz, wioślarz, żeglarz, taternik i turysta kwalifikowany. Oprócz czynnego uprawiania sportów prowadził działalność społeczną na niwie ruchu sportowego. Działacz Polskiego Związku Kajakowego. Autor pionierskich publikacji z dziedziny kajakarstwa, np.: Szlaki wodne Polski. Przewodnik kajakowy (1934, 1935), Budowa kajaków (1933, 1938), czy Podręcznik kajakowca (1933). Organizator i uczestnik spływu Dniestrem i Dunajem do Morza Czarnego w lipcu 1931. Współautor Programu wychowania wodnego ZHP.
W czasie kampanii wrześniowej walczył pod Ciechanowem i w obronie Modlina (18. Pułk Artylerii Lekkiej). Podczas okupacji prowadził działalność konspiracyjną w Warszawie i Mińsku Mazowieckim (m.in. gromadził dla Delegatury Rządu na Kraj materiały dotyczące położenia Polaków na ziemiach wcielonych do III Rzeszy). 1 sierpnia 1944 aresztowany na terenie Warszawy, wywieziony do obozu w Pruszkowie i wkrótce rozstrzelany z grupą osób aresztowanych wraz z nim.
Od 17 listopada 1934 był mężem Marii Tryniszewskiej.